# Greco (cardinal)
Pour les articles homonymes, voir Greco.
Greco, aussi Grecus, Greto et  Gretus (mort le 30 août 1149) est un cardinal  du XIIe siècle. 
Le pape Eugène III le crée cardinal lors du consistoire de  1148 ou 1149.